# Alchemy: Dire Straits Live
| 전문가 평가 | 전문가 평가 |
| 평가 점수   | 평가 점수   |
| 출처        | 점수        |
| ----------- | ----------- |
| AllMusic    | [ 2 ]       |

《Alchemy: Dire Straits Live》는 영국의 록 밴드 다이어 스트레이츠의 첫 번째 라이브 음반으로, 1984년 3월 16일, 버티고 레코드를 통해 국제적으로, 미국에서는 워너 브라더스 레코드를 통해 발매되었다. 1983년 7월 22일과 23일, 런던 해머스미스 오데온에서 녹음된 이 더블 음반에는 밴드의 첫 네 장의 음반(《Dire Straits》, 《Communiqué》, 《Making Movies》, 《Love over Gold》), EP 《ExtendedancEPlay》, 그리고 마크 노플러의 《Local Hero》 사운드트랙의 곡들이 수록되어 있다. 많은 곡들이 재편곡되었으며, 연장된 악기 연주 파트가 포함되어 있다. 음반 커버는 브렛 화이틀리의 그림에서 따왔다.
《Alchemy: Dire Straits Live》는 1996년, 미국을 제외한 대부분 지역에서 다이어 스트레이츠의 전체 음반 목록과 함께 리마스터되어 재발매되었으며, 미국에서는 2001년 5월 8일에 리마스터 및 재발매되었다.
2023년 11월, 《Alchemy》는 박스 세트 앤솔로지 《Live 1978–1992》에 수록되었다.

## 녹음
《Alchemy: Dire Straits Live》는 1983년 7월 22일과 23일, 런던 해머스미스 오데온에서 열린 다이어 스트레이츠의 Love over Gold Tour 마지막 이틀 공연을 실황 녹음한 것이다. 이 투어는 음반 《Love over Gold》 홍보를 위한 8개월간의 일정이었다. 공연은 롤링 스톤스 이동식 스튜디오을 사용하여 믹 맥케나가 녹음했으며, 같은 해 11월, 런던의 AIR 스튜디오에서 나이절 워커의 엔지니어링으로 믹싱되었다.
첫 번째 트랙인 〈Once Upon a Time in the West〉는 마크 노플러의 솔로 사운드트랙 《Local Hero》에 수록된 연주곡 〈Stargazer〉의 무크레딧 버전이 전주로 삽입되어 있다. 〈Tunnel of Love〉는 별도로 음반화되지 않은 인스트루멘털로 시작되는데, 이는 원래 수록되지 않은 〈Portobello Belle〉의 연장된 코다에서 페이드 인된 곡으로, 1981년 투어에서 이미 연주되었으나 여기서는 멜 콜린스의 색소폰을 강조하도록 재편곡되었다. 이어 짧은 〈Carousel Waltz〉 인트로와 함께 정규 버전의 〈Tunnel of Love〉로 넘어간다.

## 커버 아트
커버 아트는 브렛 화이틀리의 회화 《Alchemy 1974》의 일부를 각색한 것이다. 알케미는 한때 평범한 원소를 금으로 바꿀 수 있다고 믿어진 가설상의 과정이다. 손에 쥔 입술 달린 기타의 이미지는 음반 디자인을 위해 추가된 것으로, 원본에 포함된 성적으로 암시적인 이미지를 가리는 역할을 한다. 원본 회화는 1972년부터 1973년 사이에 제작되었으며, 203cm × 1615cm × 9cm 크기의 나무 패널 18장에 다양한 요소들로 구성되어 있다. 사용된 재료는 깃털, 새 둥지 일부, 유리 눈, 조개껍데기, 플러그, 뇌 등 모든 것을 포함하며, 작품은 성적이고 유기적인 풍경과 정신적인 이미지의 변형을 표현하고 있다.

## 곡 목록
모든 곡들은 마크 노플러에 의해 작사/작곡하였다.
| #  | 제목                             | 재생 시간 |
| -- | -------------------------------- | --------- |
| 1. | 〈Once Upon a Time in the West〉 | 13:01     |
| 2. | 〈Romeo and Juliet〉             | 8:22      |

| #  | 제목                       | 재생 시간 |
| -- | -------------------------- | --------- |
| 1. | 〈Expresso Love〉          | 5:41      |
| 2. | 〈Private Investigations〉 | 7:40      |
| 3. | 〈Sultans of Swing〉       | 10:48     |

| #  | 제목                                                                                     | 재생 시간 |
| -- | ---------------------------------------------------------------------------------------- | --------- |
| 1. | 〈Two Young Lovers〉                                                                     | 5:41      |
| 2. | 〈Tunnel of Love〉 (리처드 로저스와 오스카 해머스타인 2세의 〈The Carousel Waltz〉 발췌) | 14:38     |

| #  | 제목                                    | 재생 시간 |
| -- | --------------------------------------- | --------- |
| 1. | 〈Telegraph Road〉                      | 13:19     |
| 2. | 〈Solid Rock〉                          | 5:32      |
| 3. | 〈Going Home: Theme of the Local Hero〉 | 4:58      |

## 인증

### 음반
| 국가                                                  | 인증     | 판매량/출하량 |
| ----------------------------------------------------- | -------- | ------------- |
| 오스트레일리아 (ARIA)                                 | 골드     | 35,000^       |
| 브라질 (Pro-Música Brasil)                            | 플래티넘 | 250,000*      |
| 캐나다 (뮤직 캐나다)                                  | 골드     | 50,000^       |
| 프랑스 (SNEP)                                         | 골드     | 100,000*      |
| 독일 (BVMI)                                           | 골드     | 250,000^      |
| 네덜란드 (NVPI)                                       | 플래티넘 | 278,231       |
| 뉴질랜드 (RMNZ)                                       | 플래티넘 | 15,000^       |
| 스페인 (PROMUSICAE)                                   | 골드     | 50,000^       |
| 영국 (BPI)                                            | 플래티넘 | 300,000^      |
| 미국 (RIAA)                                           | 골드     | 250,000^      |
| *판매량을 기반으로 한 인증 ^출하량을 기반으로 한 인증 |          |               |

### 비디오
| 국가                                                  | 인증 | 판매량/출하량 |
| ----------------------------------------------------- | ---- | ------------- |
| 오스트레일리아 (ARIA)                                 | 골드 | 7,500^        |
| 브라질 (Pro-Música Brasil)                            | 골드 | 15,000*       |
| 프랑스 (SNEP)                                         | 골드 | 5,000*        |
| 포르투갈 (AFP)                                        | 골드 | 4,000^        |
| 영국 (BPI)                                            | 골드 | 25,000*       |
| *판매량을 기반으로 한 인증 ^출하량을 기반으로 한 인증 |      |               |